# Канонізант
В теорії інваріантів канонізант є коваріантом форм, пов'язаних з їхньою канонічною формою.

## Канонізанти бінарної форми
Канонізант бінарної ї форми 2 степеня {\displaystyle n-1}' є коваріантом степеня {\displaystyle n} і порядку {\displaystyle n}, заданим каталектикантом передостаннього емананта, який є визначником матриці Ганкеля {\displaystyle n\times n} з елементами {\displaystyle a_{i+j}x+a_{i+j+1}y} для {\displaystyle 0\leq i,j<n}.